# Ethyl Corporation
Die Ethyl Corporation ist ein US-amerikanisches Unternehmen für den Vertrieb von Kraftstoffadditiven mit Hauptsitz in Richmond, Virginia, in den Vereinigten Staaten. Am Standort in Houston, Texas, bietet das Unternehmen Lager- und Distributionsdienste sowie Mischverfahren an.

## Geschichte
Seit 1921 besaß General Motors das Anwendungspatent für Tetraethylblei (TEL) als Antiklopfmittel für Benzinmotoren, basierend auf der Arbeit von Thomas Midgley. Charles Kettering, ein Erfinder auch im Bereich Fahrzeugtechnik (elektrischer Anlasser) und seit 1920 Vizechef der General Motors Research Corporation, war für die Entwicklung des Tetraethylbleis zuständig. Von 1923 bis 1932 war auch Charles Allen Thomas an der Entwicklung von Bleizusätzen im Benzin beteiligt. Das Patent für die Herstellung von TEL besaß Standard Oil.
Da beide Unternehmen keine Erfahrung mit der Herstellung hatten, gründeten sie mit Dupont „im Jahr 1923 ein Gemeinschaftsunternehmen namens Ethyl Gasoline Corporation (der Name wurde später zu Ethyl Corporation verkürzt). Sein Ziel war es, so viel Tetraethylblei zu produzieren, wie auf dem Weltmarkt abzusetzen war. […] Am 1. April 1923 wurde es zum allgemeinen Verbrauch auf den Markt gebracht.“
Clair Cameron Patterson, ein Wissenschaftler am California Institute of Technology, stellte im Rahmen seiner Forschung zum Alter der Erde, die Messungen zum Bleigehalt von Steinmaterial einschloss, in den 1950er Jahren fest, dass nach seinen Befunden „die Atmosphäre vor 1923 fast überhaupt kein Blei (enthielt), und seit jener Zeit war die Bleikonzentration stetig bis auf gefährliche Weise angestiegen.“ 
Patterson führte die Steigerung auf die Bleiindustrie zurück („rund 90 Prozent davon stammten offensichtlich aus den Auspuffrohren von Autos“) und wurde als ihr Kritiker von der Ethyl Corporation auf das heftigste bekämpft. Die drei Gründerunternehmen stießen ihre Anteile 1962 ab: Die Albemarle Paper Manufacturing Company in Richmond kaufte mit fremdbeschafften 200 Millionen Dollar die 13-fach größere Ethyl Corporation und nahm daraufhin ihren Namen an. Die Transaktion von 1962 war bis zu diesem Zeitpunkt das größte Leverage Buyout.
Pattersons „Bemühungen führten schließlich dazu, dass 1970 der Clean Air Act mit strengeren Abgasvorschriften in Kraft trat, und 1996 wurde der Verkauf verbleiten Benzins in den Vereinigten Staaten völlig verboten.“ Noch im Jahr 2000 brachte TEL „einen Umsatz von 25,1 Millionen Dollar (bei einem Gesamtumsatz von 795 Millionen) [… –] ein Rückgang gegenüber 1998, als es noch 117 Millionen waren. [… Später wurde] das TEL von der Ethyl Corporation im Rahmen eines Abkommens mit der englischen Associated Octel vermarktet.“

## Weitere Produktion und Diversifizierung
Die Ethyl Corporation war der weltgrößte Hersteller von Chlorethan sowie der größte Hersteller von Natrium in den Vereinigten Staaten. Die Anlage in Baton Rouge produzierte etwa 80 Tonnen Natrium und 120 Tonnen Chlor pro Tag.
In den 1970er und 1980er Jahren expandierte und diversifizierte die Ethyl Corporation als Reaktion auf den allmählichen Rückgang des Marktes für TEL. In den späten 1980er Jahren begann die Ethyl Corporation, eine Reihe von Abteilungen auszulagern. Die Aluminium-, Kunststoff- und Energieeinheiten wurden 1989 zur Tredegar Corporation. 1993 wurde die Lebensversicherungsgesellschaft First Colony Life ausgegliedert, und 1994 wurde das Spezialchemiegeschäft als unabhängiges, börsennotiertes Unternehmen namens Albemarle ausgegliedert. Im Jahr 2004 wurde die Ethyl Corporation eine Tochtergesellschaft der NewMarket Corporation (NYSE: NEU).